# Stuck (Caro Emerald)
Stuck è un singolo della cantante jazz olandese Caro Emerald, pubblicato il 19 novembre 2010 nei Paesi Bassi dall'etichetta discografica Grandmono Records. La pubblicazione europea del singolo è avvenuta il 1º febbraio 2011, quella statunitense il 20 gennaio precedente.

## Il brano
Il brano è stato scritto da Vince DeGiorgio e David Schreurs e prodotto da quest'ultimo insieme a Jan Van Wieringen ed è stato estratto come quarto singolo dall'album di debutto dell'artista, Deleted Scenes from the Cutting Room Floor.
Ha ottenuto un discreto successo nei Paesi Bassi, piazzandosi alla posizione numero 28 della classifica dei singoli.
In Italia, Stuck è stato scelto come colonna sonora per lo spot pubblicitario della Wind a partire dal mese di giugno 2011.
Il video è stato pubblicato in anteprima il 17 dicembre 2010.

## Tracce
CD-Single (Grandmono GM012 [nl] / EAN 8717092005531)
1. Stuck (Radio Mix) - 3:52
2. Stuck (Kink Mix [Radio Edit]) - 3:53
3. Stuck (Album version) - 4:33
4. Stuck (Radio Mix [Instrumental]) - 3:52

## Classifiche
| Classifica (2010) | Posizione massima |
| ----------------- | ----------------- |
| Austria           | 70                |
| Italia            | 18                |
| Paesi Bassi       | 28                |
| Slovacchia        | 48                |